# Hoplitis heinrichi
Hoplitis heinrichi är en biart som beskrevs av Van der Zanden 1980. Hoplitis heinrichi ingår i släktet gnagbin, och familjen buksamlarbin. Inga underarter finns listade i Catalogue of Life.